# 水月
水月（Moon Water），是台灣當代舞團雲門舞集的一齣作品。也是編舞家林懷民的「靈靜之旅」系列的第二個作品。這個作品的靈感來自於佛偈｢鏡花水月皆成空｣。1998年11月18日於台北國家戲劇院首次公開演出。2000年8月19日雪梨奧林匹克藝術節（Olympic Arts Festival）時，雲門舞集受邀演出的這齣作品。

## 水月的編舞及配樂
整個舞蹈融入了中國功夫太极拳的動作，也有西方芭蕾舞的動作，在如伏過水面的輕盈當中，有著沉穩的力量。這齣作品企圖在水與鏡中找出生命周而復始，皆盡成空的美感。在舞台運用上，運用了相當多的水和鏡子，在舞者服裝上，僅用白色的舞衣來代表水的意象。至於配樂則使用了巴洛克時期音樂家巴哈的無伴奏大提琴組曲。

## 水月的設計人員
- 燈光設計：張贊桃
- 舞台設計：王孟超
- 服裝設計：林璟如

## 水月的國際榮譽
- 2000年 里昂國際舞蹈節「最佳編導奬」
- 2003年 紐約時報「年度最佳舞作」[1]

## 水月的國際演出
- 柏林德意志歌劇院
- 慕尼黑國際舞蹈節
- 雪梨奧林匹克藝術節
- 里昂國際舞蹈節
- 香港文化中心大劇院
- 倫敦沙德勒之井劇院
- 捷克國際舞蹈節
- 新加坡濱海藝術中心劇院
- 挪威貝爾根國際藝術節
- 紐約下一波藝術節
- 東京新宿文化中心
- 聖保羅艾爾法劇院
- 蒙特婁藝術中心
- 莫斯科契可夫國際藝術節
- 日本愛知國際博覽會
- 巴塞爾音樂劇院
- 葡萄牙辛特拉藝術節
- 巴塞隆納葛瑞克藝術節
- 北京保利劇院
- 馬德里劇院
- 倫敦沙德勒之井劇院
- 愛丁堡節慶劇院
- 伯明罕國際舞蹈節
- 雅典亞力山卓川堤劇院
- 布達佩斯舞蹈節
- 芝加哥哈瑞斯樂舞劇院
- 華盛頓甘迺迪中心
- 溫哥華冬季奧運藝術節
- 墨西哥聖凡提諾國際藝術節
- 福州福建廣電大劇院
- 北京國家大劇院歌劇院
- 上海東方藝術中心歌劇廳
- 廣州大劇院歌劇廳
- 青島大劇院歌劇廳[1]

## 水月的劇照和報導
- 聯合新聞網
- 英國芭蕾雜誌-英文
- 藝術評論網站-英文

## 外部鏈結
- 雲門官方網站 （页面存档备份，存于）
- 雲門官方臉書 （页面存档备份，存于）
- 雲門《水月》宣傳照片[]
- 雲門《水月》宣傳海報[]
- 雲門《水月》宣傳節目單[]